# Strohmarketerie

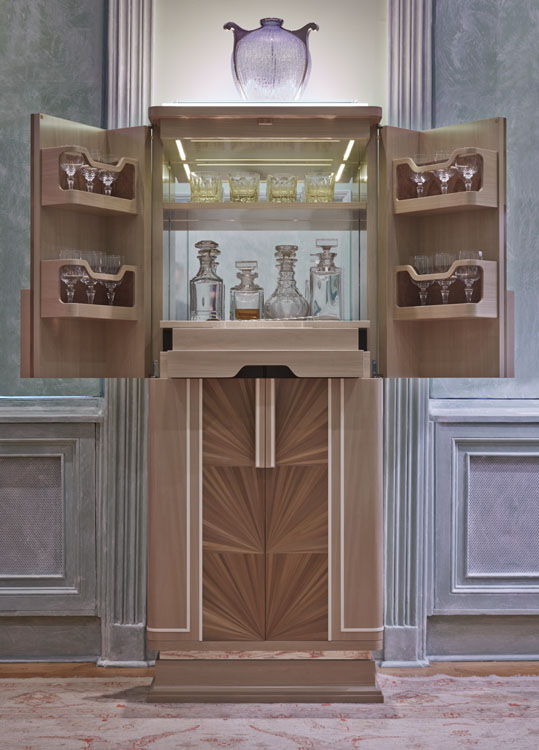
Schrank mit Strohmarketerien

Strohmarketerie bezeichnet eine Technik des Kunsthandwerks, bei deren Anwendung eine Oberfläche mit einem Muster aus aufgeschnittenem und geglättetem Stroh bedeckt und dekoriert wird.

## Technik
Bei der Strohmarketerie werden je nach Muster zwei Grundtechniken angewendet. Nachdem die Strohhalme aufgeschnitten und geglättet wurden, werden sie entweder direkt auf die zu dekorierende Oberfläche aufgeleimt und zurechtgeschnitten oder zunächst auf Papier geklebt. Aus den auf Papier geklebten Strohhalmen ergeben sich eine Art Furnierblätter, mit denen es u. a. möglich ist, ein Muster in einem Hintergrund einzulegen.
Obwohl das Stroh etlicher Getreidearten für Strohmarketerien geeignet ist, wird heutzutage meistens Roggenstroh benutzt, das mit Textilfarben gefärbt wird.

## Geschichte
Über die Geschichte dieses Kunsthandwerks ist wenig bekannt.
Erhaltene Gegenstände aus dem 17. bis 19. Jahrhundert bezeugen die Existenz der Strohmarketerie in verschiedenen Ländern Europas. So erwähnen Lison de Caunes und Catherine Baumgartner in ihrem Werk die bewiesene Existenz von Strohmarketerien in Italien, England, Frankreich und Deutschland vom 17. bis ins 19. Jahrhundert und in der Schweiz im 19. Jahrhundert. Wo und wann genau dieses Kunsthandwerk entstanden ist, bleibt aber unklar.
Oft sind Strohmarketerien aus diesen Jahrhunderten schwer zu datieren, und genauso schwierig ist es, ihre geographische Herkunft herauszufinden, da sie meistens von ihren Herstellern weder signiert noch datiert wurden.
In Deutschland bildet in der Hinsicht die Werkstatt der Familie Hering um Carl Hinrich Hering eine Ausnahme, die nachweisbar zwischen 1695 und 1736 unterschiedliche Gegenstände mit Strohmarketerien angefertigt hat. Dies waren vor allem Dosen und Schatullen. Die Wahl der mythologischen und symbolischen Illustrationen lässt vermuten, dass sie oft Liebesgaben waren.
Nachdem die Strohmarketerie am Ende des 19. Jahrhunderts in Vergessenheit geriet, erlebte sie in der Zeit der Art déco in Frankreich eine neue Blüte u. a. mit den Arbeiten von Jean-Michel Frank und André Groult. Danach geriet dieses Kunsthandwerk wieder in Vergessenheit.

## Gegenwart
Heutzutage ist dieses überwiegend im Luxusbereich angebotene Kunsthandwerk eine Seltenheit. Innenausstatter, Innenarchitekten, Architekten, Designer und Luxusmarken entdecken einerseits die Strohmarketerie neu, andererseits fertigen Kunsthandwerker eigene Kreationen mit dieser Technik.